# أيداهو سنترال أرينا
أيداهو سنترال أرينا (بالإنجليزية: Idaho Central Arena) (في الأصل مركز بنك أمريكا، المعروف سابقًا باسم كويست أرينا وسينشري لينك أرينا) هي ساحة متعددة الأغراض في غرب الولايات المتحدة، وتقع في بويسي، أيداهو.